# Adrian Lukis
Adrian Leonard Fellowes Lukis (Birmingham, 28 de março de 1957) mais conhecido profissionalmente como Adrian Lukis, é um ator britânico. 

## Carreira
Lukis teve papéis regulares na 2ª temporada de Chandler & Co (1995), interpretando Mark Judd, e em Peak Practice (1997–1999), interpretando o Dr. David Shearer. Ainda em 1995, ele interpretou George Wickham na adaptação de Orgulho e Preconceito da obra de Jane Austen pela BBC. Em adição, Lukis fez participações no drama Back Home (2001) da ITV e na série de drama rural da BBC Down to Earth.
Em 2004, interpretou Phillip Trent em Midsomer Murders e em Silk como Patrick Stephens. Mais tarde, em 2013, Lukis interpretou o General Ravenscroft no episódio Elephants Can Remember na adaptação para a televisão da obra de Agatha Christie. Além disso, narrou diversos livros, incluindo The Comedians de Graham Greene para a editora Penguin.
De 2013 até os dias atuais, Lukis desempenhou o papel recorrente do Coronel Blair Toast na série Toast of London do Channel 4. Em 2014, ele fez uma partiipação em Midsomer Murders como Julian Calder. No ano seguinte, participou juntamente com Francis Davison da série da BBC Death in Paradise e como Laurence Olivier na estreia europeia da peça de teatro intitulada Orson's Shadow de Austin Pendleton. Em 2015, Lukis interpretou Sir John Darnley na série Downton Abbey da ITV.
Em 2016, Lukis interpretou o Secretário de Estado Alex Wallis no episódio Hated in the Nation da série antológica Black Mirror da  Channel 4 e Netflix. Posteriormente, ele reprisou seu papel como George Wickham estrelando a peça teatral Being Mr Wickham. No ano seguinte, Lukis integrou o elenco da sitcom Feel Good de Mae Martin, interpretando o pai de Mae. Em 2022, estrelou a série da BBC intitulada SAS: Rogue Heroes interpretando o General Claude Auchinleck.